# Monte Rosso (Alpi Giulie)
Il Monte Rosso (in sloveno: Batognica) con 2.164 m s.l.m. è una cima della Catena Nero-Tolminski Kuk-Rodica.